# Zastupitelstvo Pardubic
Zastupitelstvo města Pardubic je voleným orgánem krajského a statutárního města Pardubic. Je složeno ze 39 členů volených na 4letá období v rámci komunálních voleb. Schází se ve velkém sále Nové pardubické radnice nejméně jednou do 3 měsíců (většinou však zhruba jednou za 90 dní a s výjimkou letních prázdnin) a jeho zasedání řídí zpravidla primátor, popřípadě jeden z jeho náměstků. V současné podobě funguje od roku 1990.
Zasedání je možné sledovat na webu ať už živě nebo ze záznamu. Od roku 2023 je též možné jej sledovat na síti Youtube.

## Výsledky voleb do zastupitelstva

### Volby 1990
První svobodné volby do zastupitelstva města Pardubic se konaly jen jeden den, a to 24. listopadu 1990, přičemž se volilo 55 členů zastupitelstva. Tyto volby jasně vyhrálo Občanské fórum před druhými nezávislými kandidáty a třetí KSČ. Volební účast činila 69,1 %.
| Číslo  | Strana nebo hnutí                                  | Hlasy v % | Mandáty | +/-  |
| 1.     | Občanské fórum                                     | 35,5      | 20      | +20  |
| 2.     | Nezávislí kandidáti                                | 17,6      | 7       | +7   |
| 3.     | Komunistická strana Československa                 | 17,4      | 9       | -109 |
| 4.     | Klub angažovaných nestraníků                       | 7,1       | 6       | +6   |
| 5.     | Československá sociální demokracie                 | 6,1       | 3       | +3   |
| 6.     | Československá strana lidová                       | 4,7       | 4       | +4   |
| 7.     | Československá strana socialistická                | 3,2       | 1       | +1   |
| 8.     | Strana zelených                                    | 2,5       | 4       | +4   |
| 9.     | Volební sdružení československých podnikatelů v ČR | 1,5       | 1       | +1   |
| 10.    | Ostatní                                            | 4,4       | 0       | 0    |
| Celkem | -                                                  | 100       | 55      | -63  |
| ------ | -------------------------------------------------- | --------- | ------- | ---- |

### Volby 1994
Volby do druhého funkčního období se konaly řádně v rámci komunálních voleb 1994 18. a 19. listopadu 1994. Volby jasně vyhrála ODS před KSČM a třetí ČSSD. Volební účast klesla na 56,74 %.
| Číslo  | Strana nebo hnutí                  | Hlasy v % | Mandáty | +/- |
| 1.     | Občanská demokratická strana       | 27,04     | 11      | +11 |
| 2.     | Komunistická strana Čech a Moravy  | 16,48     | 6       | +6  |
| 3.     | Česká strana sociálně demokratická | 11,46     | 5       | +2  |
| 4.     | Sdružení KDU-ČSL, KDS, NK          | 10,71     | 4       | -   |
| 5.     | Sdružení SD(OH), SZ, NK            | 9,53      | 4       | -   |
| 6.     | Občanská demokratická aliance      | 9,32      | 4       | +4  |
| 7.     | Sdružení DŽJ, NK                   | 5,74      | 2       | +2  |
| 8.     | Koalice SPR-RSČ, SDČR              | 5,07      | 2       | +2  |
| 9.     | Demokratická unie                  | 3,07      | 1       | +1  |
| 10.    | Sdružení LSNS, NK                  | 1,06      | 0       | -1  |
| 11.    | Liberálně sociální unie            | 0,53      | 0       | 0   |
| 12.    | Českomoravská strana středu        | 0,02      | 0       | 0   |
| Celkem | -                                  | 100       | 39      | -16 |
| ------ | ---------------------------------- | --------- | ------- | --- |

### Volby 1998
Volby pro třetí volební období proběhly ve dnech 13. a 14. listopadu při komunálních volbách 1998. Volby opět vyhrála ODS, tentokrát však poměrně těsně před druhou ČSSD. Volební účast opět klesla na 40,25 %.
| Číslo  | Strana nebo hnutí                  | Hlasy v % | Mandáty | +/- |
| 1.     | Občanská demokratická strana       | 28,76     | 12      | +1  |
| 2.     | Česká strana sociálně demokratická | 25,78     | 11      | +6  |
| 3.     | Komunistická strana Čech a Moravy  | 13,18     | 5       | -1  |
| 4.     | Sdružení OS, NK                    | 9,82      | 4       | +4  |
| 5.     | Unie svobody                       | 8,23      | 3       | +2  |
| 6.     | KDU-ČSL                            | 5,48      | 2       | -2  |
| 7.     | Občanská demokratická aliance      | 3,39      | 1       | -3  |
| 8.     | NEZÁVISLÍ                          | 2,30      | 1       | +1  |
| 9.     | Demokratická unie                  | 1,18      | 0       | -1  |
| 10.    | Strana za životní jistoty          | 0,90      | 0       | -2  |
| 11.    | Česká strana národně sociální      | 0,45      | 0       | 0   |
| 12.    | Koalice SPR-RSČ, SDČR              | 0,36      | 0       | -2  |
| 13.    | Strana konzervativní smlouvy       | 0,18      | 0       | 0   |
| Celkem | -                                  | 100       | 39      | 0   |
| ------ | ---------------------------------- | --------- | ------- | --- |

### Volby 2002
Volby pro čtvrté volební období proběhly 1. a 2. listopadu během komunálních voleb 2002. Volby již potřetí v řadě vyhrála ODS, která si opět získala náskok nad ČSSD, která propadla. Tyto volby byly také prvními, při kterých byla použita hranice 5 % hlasů pro vstup strany či hnutí do zastupitelstva, kterou KDU-ČSL velmi těsně překonala s rovnými 5 %. Volební účast byla 37,34 %.
| Číslo  | Strana nebo hnutí                  | Hlasy v % | Mandáty | +/- |
| 1.     | Občanská demokratická strana       | 25,24     | 16      | +4  |
| 2.     | Česká strana sociálně demokratická | 16,50     | 7       | -4  |
| 3.     | Sdružení pro Pardubice             | 15,31     | 7       | +7  |
| 4.     | Komunistická strana Čech a Moravy  | 15,15     | 7       | +2  |
| 5.     | KDU-ČSL                            | 5,00      | 2       | 0   |
| 6.     | Unie svobody-Demokratická unie     | 4,60      | 0       | -3  |
| 7.     | NEZÁVISLÍ                          | 3,56      | 0       | -1  |
| 8.     | Naděje                             | 3,35      | 0       | 0   |
| 9.     | Nezávislí pardubičtí kandidáti     | 2,21      | 0       | 0   |
| 10.    | Strana za životní jistoty          | 1,16      | 0       | 0   |
| 11.    | Pravý blok                         | 1,04      | 0       | 0   |
| Celkem | -                                  | 100       | 39      | 0   |
| ------ | ---------------------------------- | --------- | ------- | --- |

### Volby 2006
Volby pro páté volební období proběhly 20. a 21. října v rámci voleb do zastupitelstev obcí 2006. Volby opět vyhrála ODS, která velmi posílila. Druhé skončilo Sdružení pro Pardubice a až třetí ČSSD. Tyto komunální volby byly vůbec prvními, jejichž volební účast vzrostla (přesto však velmi mírně) na 37,62 %.
| Číslo  | Strana nebo hnutí                         | Hlasy v % | Mandáty | +/- |
| 1.     | Občanská demokratická strana              | 38,24     | 15      | -1  |
| 2.     | Sdružení pro Pardubice                    | 19,23     | 8       | +1  |
| 3.     | Česká strana sociálně demokratická        | 117,51    | 7       | 0   |
| 4.     | Komunistická strana Čech a Moravy         | 11,52     | 4       | -3  |
| 5.     | Zelená pro Pardubice                      | 7,91      | 3       | +3  |
| 6.     | Koalice KDU-ČSL a Nestraníků              | 5,34      | 2       | 0   |
| 7.     | Koruna Česká (monarchistická strana)      | 1,86      | 0       | 0   |
| 8.     | NEZÁVISLÍ DEMOKRATÉ (předseda V. Železný) | 0,72      | 0       | 0   |
| Celkem | -                                         | 100       | 39      | 0   |
| ------ | ----------------------------------------- | --------- | ------- | --- |

### Volby 2010
Volby pro šesté volební období se konaly ve dnech 15. a 16. října v rámci voleb do zastupitelstev obcí 2006. Volby vůbec poprvé vyhrála ČSSD, čímž překazila čtyřnásobné vítězství ODS, které skončila až na třetím místě. Před ní se umístilo i Sdružení pro Pardubice. Volební účast opět vzrostla a to na 41,54 %.
| Číslo  | Strana nebo hnutí                           | Hlasy v % | Mandáty | +/- |
| 1.     | Česká strana sociálně demokratická          | 22,18     | 11      | +4  |
| 2.     | Sdružení pro Pardubice                      | 20,08     | 9       | +1  |
| 3.     | Občanská demokratická strana                | 15,60     | 7       | -8  |
| 4.     | PARDUBÁCI                                   | 10,35     | 5       | +5  |
| 5.     | Komunistická strana Čech a Moravy           | 9,89      | 4       | 0   |
| 6.     | TOP 09 a nezávislí                          | 7,86      | 3       | +3  |
| 7.     | Koalice pro Pardubice (KDU-ČSL, Nestraníci) | 4,36      | 0       | -2  |
| 8.     | Věci veřejné                                | 2,86      | 0       | 0   |
| 9.     | Zelená pro Pardubice                        | 2,34      | 0       | -3  |
| 10.    | PERNŠTEJN -politická strana ALTERNATIVA     | 1,96      | 0       | 0   |
| 11.    | SUVERENITA – Strana zdravého rozumu         | 1,85      | 0       | 0   |
| 12.    | Strana Práv Občanů ZEMANOVCI                | 1,71      | 0       | 0   |
| 13.    | Pravý blok                                  | 1,16      | 0       | 0   |
| Celkem | -                                           | 100       | 39      | 0   |
| ------ | ------------------------------------------- | --------- | ------- | --- |

### Volby 2014
Volby pro sedmé volební období proběhly 10. a 11. října spolu s volbami do zastupitelstev obcí 2014. Volby vyhrálo hnutí ANO s obrovským náskokem před druhou ČSSD a třetím Sdružením pro Pardubice. Volební účast po delší době klesla na 35,20 %.
| Číslo  | Strana nebo hnutí                           | Hlasy v % | Mandáty | +/- |
| 1.     | ANO 2011                                    | 21,44     | 11      | +11 |
| 2.     | Česká strana sociálně demokratická          | 12,19     | 6       | -5  |
| 3.     | Sdružení pro Pardubice -SNK ED, NK          | 9,42      | 4       | -5  |
| 4.     | Občanská demokratická strana                | 8,71      | 4       | -3  |
| 5.     | Komunistická strana Čech a Moravy           | 8,68      | 4       | 0   |
| 6.     | PARDUBÁCI -Sdružení ČSR, NK                 | 7,19      | 3       | +3  |
| 7.     | TOP 09 a nezávislí                          | 6,16      | 3       | 0   |
| 8.     | PATRIOTI PARDUBIC, PATRIOTI, NK             | 5,31      | 2       | +2  |
| 8.     | Koalice pro Pardubice (KDU-ČSL, Nestraníci) | 5,06      | 2       | +2  |
| 9.     | Strana svobodných občanů                    | 3,52      | 0       | 0   |
| 10.    | Pardubice pro lidi a Soukromníci            | 3,20      | 0       | 0   |
| 11.    | NAŠE PARDUBICE                              | 2,97      | 0       | 0   |
| 12.    | Strana zelených                             | 2,83      | 0       | 0   |
| 13.    | Úsvit příme demokracie                      | 1,46      | 0       | 0   |
| 14.    | NEZÁVISLÍ                                   | 0,96      | 0       | 0   |
| 12.    | DOMOV                                       | 0,78      | 0       | 0   |
| 13.    | ZEMANOVCI, Sdružení SPOZ, NK                | 0,31      | 0       | 0   |
| Celkem | -                                           | 100       | 39      | 0   |
| ------ | ------------------------------------------- | --------- | ------- | --- |

### Volby 2018
Volby pro osmé volební období se konaly 5. a 6. října spolu s volbami do zastupitelstev obcí 2018. Volby vyhrálo hnutí ANO před druhou ODS a třetími Piráty. Volební účast činila 40,27 %.
| Číslo  | Strana nebo hnutí                                  | Hlasy v % | Mandáty | +/- |
| 1.     | ANO 2011                                           | 26,65     | 13      | +2  |
| 2.     | Občanská demokratická strana                       | 14,59     | 7       | +3  |
| 3.     | Česká pirátská strana                              | 11,22     | 5       | +5  |
| 4.     | Pardubáci společně (PARDUBÁCI,PATRIOTI)            | 8,96      | 4       | -1  |
| 5.     | Koalice pro Pardubice (TOP 09, KDU-ČSL,Nestraníci) | 7,18      | 3       | -2  |
| 6.     | Sdružení pro Pardubice -SNK ED, NK                 | 6,15      | 3       | -1  |
| 7.     | ČSSD a nezávislí                                   | 5,84      | 2       | -4  |
| 8.     | Komunistická strana Čech a Moravy                  | 5,15      | 2       | -2  |
| 8.     | NAŠE PARDUBICE                                     | 4,93      | 0       | 0   |
| 9.     | Pardubice pro lidi                                 | 4,15      | 0       | 0   |
| 10.    | Svoboda a přímá demokracie -Tomio Okamura          | 3,88      | 0       | 0   |
| 11.    | ZA PRÁVA ZVÍŘAT A ZDRAVOU PŘÍRODU                  | 1,42      | 0       | 0   |
| 12.    | PRO Zdraví a Sport                                 | 0,69      | 0       | 0   |
| 13.    | Strana soukromníků ČR                              | 0,42      | 0       | 0   |
| 14.    | JAUNER Československo 2018                         | 0,31      | 0       | 0   |
| Celkem | -                                                  | 100       | 39      | 0   |
| ------ | -------------------------------------------------- | --------- | ------- | --- |

### Volby 2022
Zatím poslední volby do zastupitelstev obcí se konaly 23. a 24. října. Občané Pardubic si zvolili složení zastupitelstva pro deváté funkční období. Volby vyhrálo opět hnutí ANO, následovala koalice SPOLU. Volební účast se oproti minulým volbám mírně zvýšila na 40,89 %.
| Číslo  | Strana nebo hnutí                                             | Hlasy v % | Mandáty | +/- |
| 1.     | ANO 2011                                                      | 28,84     | 12      | -1  |
| 2.     | SPOLU                                                         | 20,23     | 9       | -1  |
| 3.     | Žijeme Pardubice                                              | 11,11     | 4       | +2  |
| 4.     | SPOLEČNĚ PRO PARDUBICE (Pardubáci,Sdružení pro Pardubice,PPL) | 10,51     | 4       | -3  |
| 5.     | Piráti: 42projektu.cz (Piráti a Zelení)                       | 10,43     | 4       | -1  |
| 6.     | SPD a nezávislí s podporou Trikolóry                          | 7,81      | 3       | +3  |
| 7.     | NAŠE PARDUBICE                                                | 7,25      | 3       | +3  |
| 8.     | Komunistická strana Čech a Moravy                             | 1,99      | 0       | -2  |
| 9.     | Starostové a nezávislí                                        | 1,80      | 0       | 0   |
| Celkem | -                                                             | 100       | 39      | 0   |
| ------ | ------------------------------------------------------------- | --------- | ------- | --- |